# For Message Volume 2
A For Message Volume 2 a török származású Burak Yeter Törökországban megjelent második stúdióalbuma.

## Megjelenések
CD  Törökország Dokuz Sekiz Müzik Yapım – none
1. Disaster
2. Polar Bear
3. Do You Know
4. The Message
5. Sanal
6. Phobia
7. Dolphins
8. Sometimes (Chill Put Dream Mix)
9. Sultan
10. Face 2 Face
11. Re-Turn
12. Nağme
13. Küresel Isınma
14. Hide Me
15. Worldly Goods
16. Son